# Meraporus nigriviridis
Meraporus nigriviridis är en stekelart som beskrevs av Girault 1913. Meraporus nigriviridis ingår i släktet Meraporus och familjen puppglanssteklar. Inga underarter finns listade i Catalogue of Life.